# Leeuwenputbrug
De Leeuwenputbrug (brug 371) is een vaste brug in Amsterdam-Noord.
De verkeersbrug, waarover ook buslijn 38 rijdt, is gelegen in de Grasweg en overspant het Buiksloterkanaal. Aan de oostkant van het kanaal komt de Grasweg uit op de Ranonkelkade.
De eerste plannen voor een brug op deze plek stammen uit 1916, toen het terrein in erfpacht werd gegeven aan de Dordtsche Petroleum Maatschappij tot aanleg van een weg etc. Die brug raakte midden jaren dertig dermate beschadigd, dat er reparaties moesten plaatsvinden aan een van de landhoofden. Vervolgens moest hij aan het verkeer onttrokken worden. In december 1936 konden bedrijven intekenen op de aanleg van een nieuwe brug. Het bedrijf mocht bij intekening ook een andere brug in de Grasweg aanleggen en de bijbehorende werken voor haar rekening nemen. Piet Kramer, werkzaam bij de Dienst der Publieke Werken ontwierp de brug, maar dan niet in zijn gebruikelijke Amsterdamse Schoolstijl. Hij ontwierp voor hier een "kale" constructie van beton (landhoofden) en staal (liggers). Die combinatie van Kramer is ook terug te vinden in een aantal bruggen die hij ontwierp voor het Amsterdamse Bos. Staande delen van de borstwering van de Leeuwenputburg zijn bijvoorbeeld ook terug te vinden bij brug 544 in het bos. Het geheel wordt gedragen door een naaldhouten paalfundering; hout is ook terug te vinden in de brugpijlers met juk. De brug wordt verlicht door sierlijke lantaarns. Leuningen, balusters en lantaarns zijn uitgevoerd in blauw. De werkzaamheden begonnen in januari 1937 en waren rond de zomer afgerond. 
In oktober 2018 besloten burgemeester & wethouders van Amsterdam, dat de brug die tot dan toe alleen onder een nummer (371) bekend stond, de naam Leeuwenputbrug kreeg, naar een put, met zuilen met leeuwen, die in het nabijgelegen vroegere galgenveld lag.
De brug had een zusje in brug 365 die gelijk met deze brug werd gebouwd. Deze brug werd rond 1975 afgebroken. 

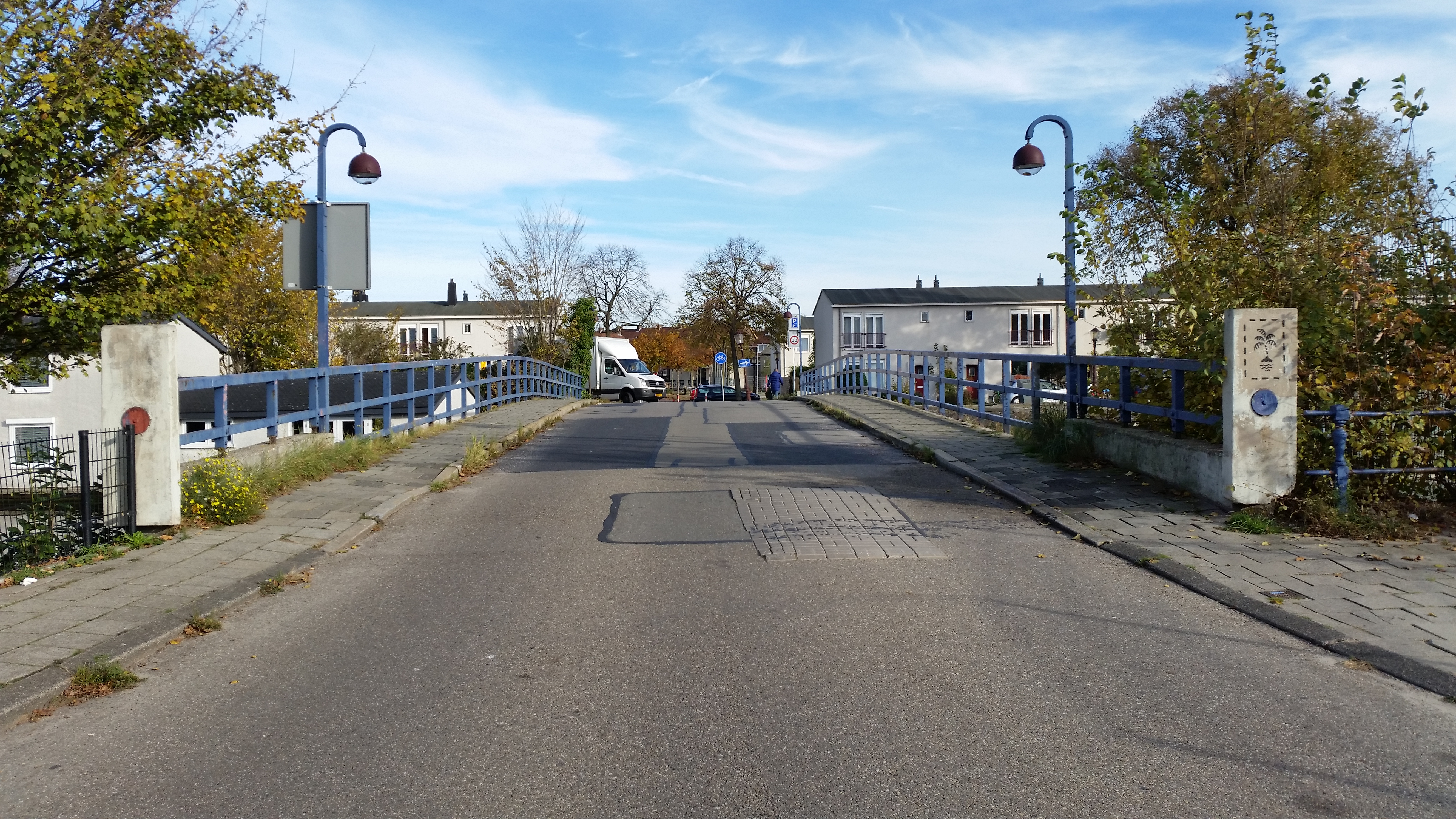
Overzicht van brug 371 met lantaarns, borstweringen en rechts een hekwerkje naar 19e-eeuws ontwerp (november 2018)

<<< · 300 · 301 · 302 · 303 · 304 · 305 · 306 · 307 · 308 · 309 · 310 · 311 · 312 · 313 · 314 · 315 · 316 · 317 · 318 · 320 · 321 · 322 · 323 · 324 · 325 · 327 · 328 · 330 · 331 · 332 · 333 · 334 · 335 · 336 · 337 · 338 · 339 · 340 · 341 · 342 · 343 · 344 · 345 · 346 · 347 · 348 · 349 · 350 · 351 · 352 · 353 · 354 · 355 · 356 · 357 · 358 · 359 · 360 · 361 · 362 · 363 · 364 · 365 · 366 · 367 · 368 · 371 · 372 · 373 · 374 · 375 · 376 · 377 · 378 · 379 · 380 · 381 · 382 · 383 · 385 · 386 · 387 · 388 · 389 · 390 · 391 · 392 · 393 · 394 · 395 · 396 · 397 · 398 · 399 · >>>
Brugnummers 319, 326, 329 (tijdelijke duiker in de Ringspoordijk), 369, 370, 384 zijn niet (meer) vergeven.